# Games Workshop
«Games Workshop Group PLC» (абревіатура GW) — британська компанія, яка створює та реалізує ігрову продукцію. Сьогодні Games Workshop є однією з найбільших компаній у світі, що займаються створенням настільних ігор в жанрі варгейму. Найпопулярнішими продуктами компанії є Warhammer: Age of Sigmar, Warhammer 40000 та ігри за «Володарем Перснів» як The Lord of the Rings SBG. Компанія катологізована на лондонській фондовій біржі з логотипом GAW.

## Історія

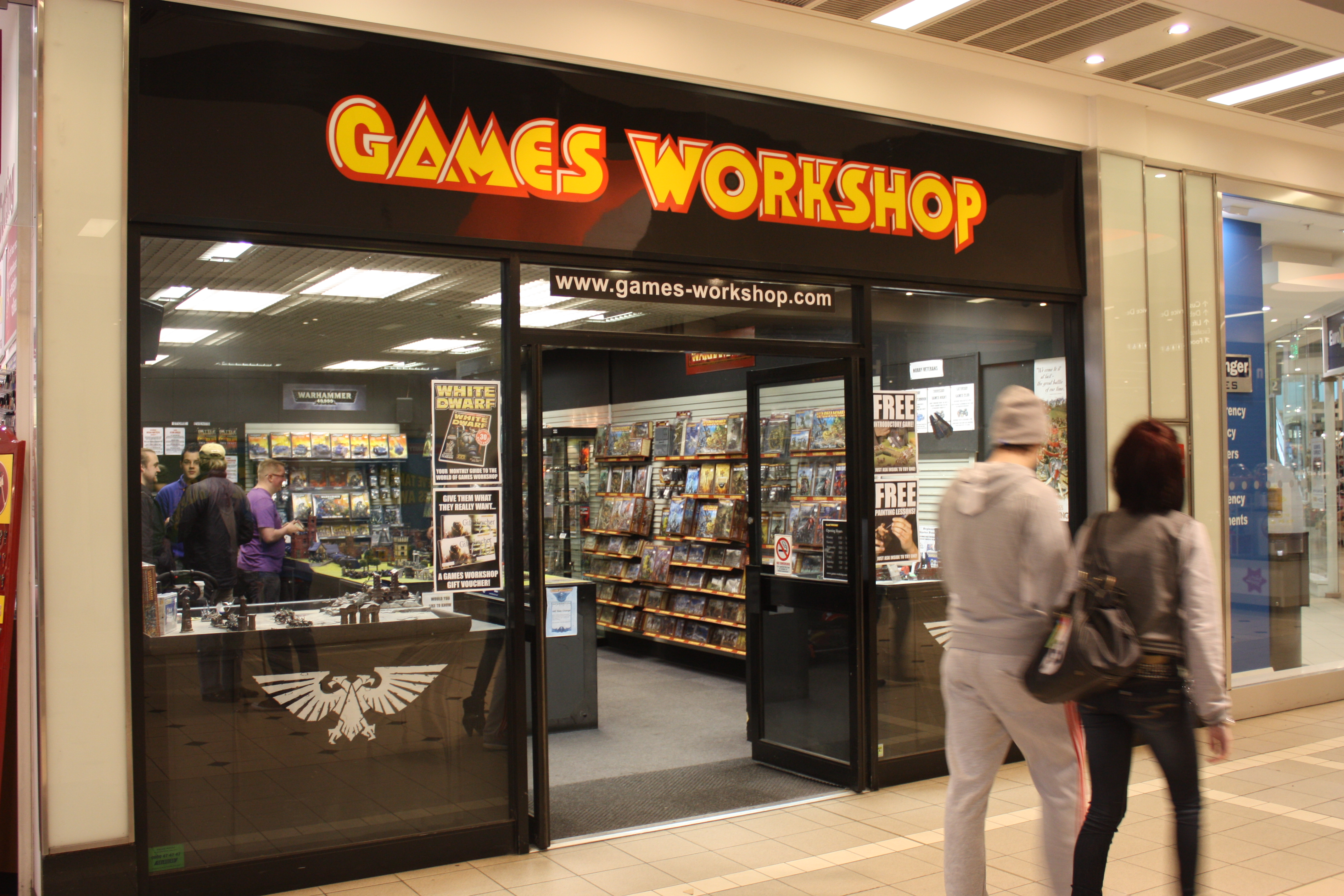
Магазин Games Workshop у Белфасті, Ірландія

Компанія була заснована в 1975 році в Лондоні, за адресою Bolingbroke Road 15, Джоном Піком, Яном Лівінгстоном, і Стівом Джексоном. Games Workshop спочатку випускала дерев'яні дошки для ігор, таких як нарди, манкала, млин, і го. Пізніше вона стала імпортером американської рольової гри Dungeons & Dragons, а потім видавцем власних варгеймів та рольових ігор. Для розвитку бізнесу, в лютому 1975 року, було створено ігровий клуб і бюлетень «Owl and Weasel», на зміну якому в червні 1977 прийшов журнал «White Dwarf».
Через зацікавленість компанії «прогресивними іграми», у тому числі відеоіграми, Джон Пік, котрий дотримувався традиційних поглядів на ігри, покинув Games Workshop на початку 1976 року. В результаті GW втратили основне джерело доходів. Тим не менш, успішно отримані офіційні права на розповсюдження Dungeons & Dragons та інших продуктів компанії TSR у Великій Британії дали розвиток бізнесу. Перший роздрібний магазин Games Workshop відкрився в квітні 1978 року.
На початку 1979 року Games Workshop уклала угоду з виробником мініатюр Citadel Miniatures. Протягом деякого часу Гері Гігакс просував ідею злиття своєї компанії TSR, Inc. з Games Workshop, але Стів Джексон і Ян Лівінгстон врешті відмовився від цього. Видавничий підрозділ компанії також випускав у Великій Британії передруки американських рольових ігор, такі як Call of Cthulhu, RuneQuest, Traveller, і Middle-earth Role Playing.
У 1984 році Games Workshop припинили поширення своєї продукції в США через Hobby Games і відкрили там свій офіс Games Workshop (US). В 1986 році як генеральний директор до компанії приєднався Том Кірбі. У грудні 1991 компанія розмістила свої акції на Лондонській фондовій біржі. Після викупу управління в 1991 році компанія звузила лінійку продукції, зосередившись на найуспішніших власних франшизах: Warhammer і Warhammer 40,000. З цього моменту компанія дозволила стороннім розробникам випускати відеоігри, засновані на цих франшизах. У жовтні 1997 року всі операції були перенесені до чинної штаб-квартири в Лентоні, Ноттінгем. Тепер там знаходиться, крім штаб-квартири, офіс «White Dwarf», відділення доставки і творчий центр компанії. До кінця десятиліття, однак, в компанії виникли проблеми з прибутками через популярність колекційних карткових ігор, таких як Magic: The Gathering і Pokémon.
У 2000 році Games Workshop стала випускати свою третю основну настільну гру — The Lord of the Rings Strategy Battle Game. Придбавши Sabretooth Games (видавця колекційних карткових ігор), і створивши видавництво Black Library, компанія розширила аудиторію покупців своєї продукції.
У 2009 році компанія почала активний захист своєї інтелектуальної власності, що призвело до закриття низки фанатських вебсайтів, присвячених настільним іграм Bloodbowl, Dark Heresy RPG і Battlefleet Gothic. Під заборону потрапили створені фанатами сценарії ігор, саморобні збірки правил та викладені у вільний доступ офіційні матеріали. Травень 2011 позначився зміною торговельних угод з незалежними поставниками Об'єднаного королівства. Їм було заборонено продавати продукцію Games Workshop у межах Європейської економічної зони.
16 червня 2013 року WarGameStore, Британський рітейлер продуктів Games Workshop з 2003 року, оголосив про подальші зміни в торговій угоді Games Workshop з британськими незалежними біржовиками.
Том Кірбі пішов у відставку в 2017 році.
На тлі російського вторгнення в Україну 2022 року Games Workshop 16 березня припинила продаж продукції Warhammer у Росії.

## Продукція компанії

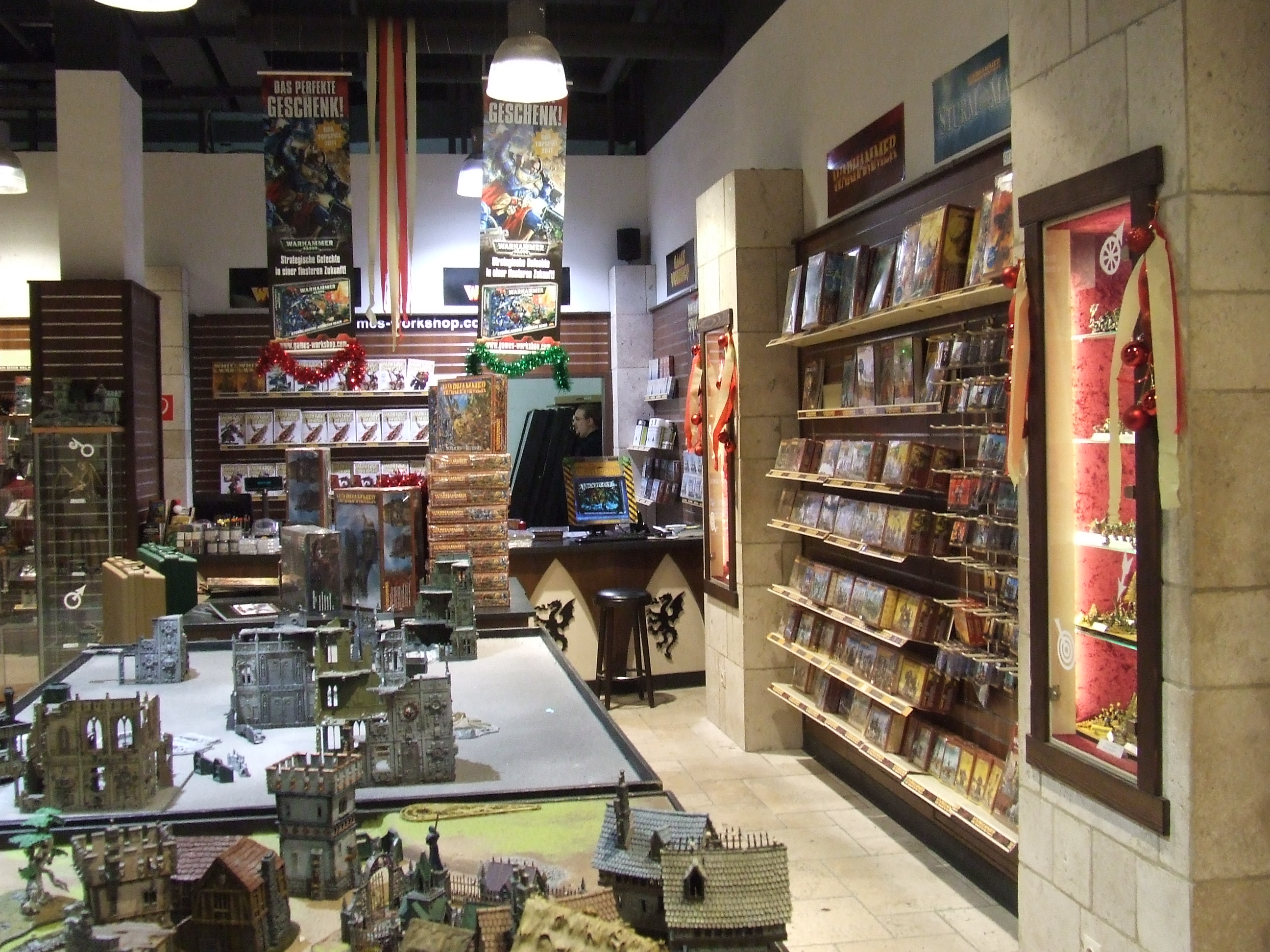
Продукція Games Workshop в магазині у Відні

Більшість продукції комапанії — це настільні ігри, зокрема за вигаданими всесвітами Warhammer Fantasy та Warhammer 40,000, що мають детально описану історію і, крім настільних ігор, також втілюються у відеоіграх, книгах. Games Workshop також випускає супутню продукцію, як фарби та інструменти для оформлення мініатюр, декорації для настільних ігор, тематичну літературу.

### Настільні гри Games Workshop

#### Ігри за всесвітом Warhammer Fantasy
- Warhammer Fantasy Battle — гра з мініатюрами, що відтворюють битви похмурого фентезійного світу. В 2015 її замінила Age of Sigmar.
- Blood Bowl — американський футбол в стилі Warhammer Fantasy.
- Dreadfleet — водні бої.
- Mighty Empires — стратегічна гра, що відбувається на полі з шестикутною розміткою.
- Mordheim — відтворює події в одному з міст Warhammer Fantasy — Мордхеймі. Має доповнення Empire in Flames.
- Warmaster — гра для відтворення масштабніших битв з викоританням менших мініатюр (10 мм).

#### Ігри за всесвітом Warhammer 40,000

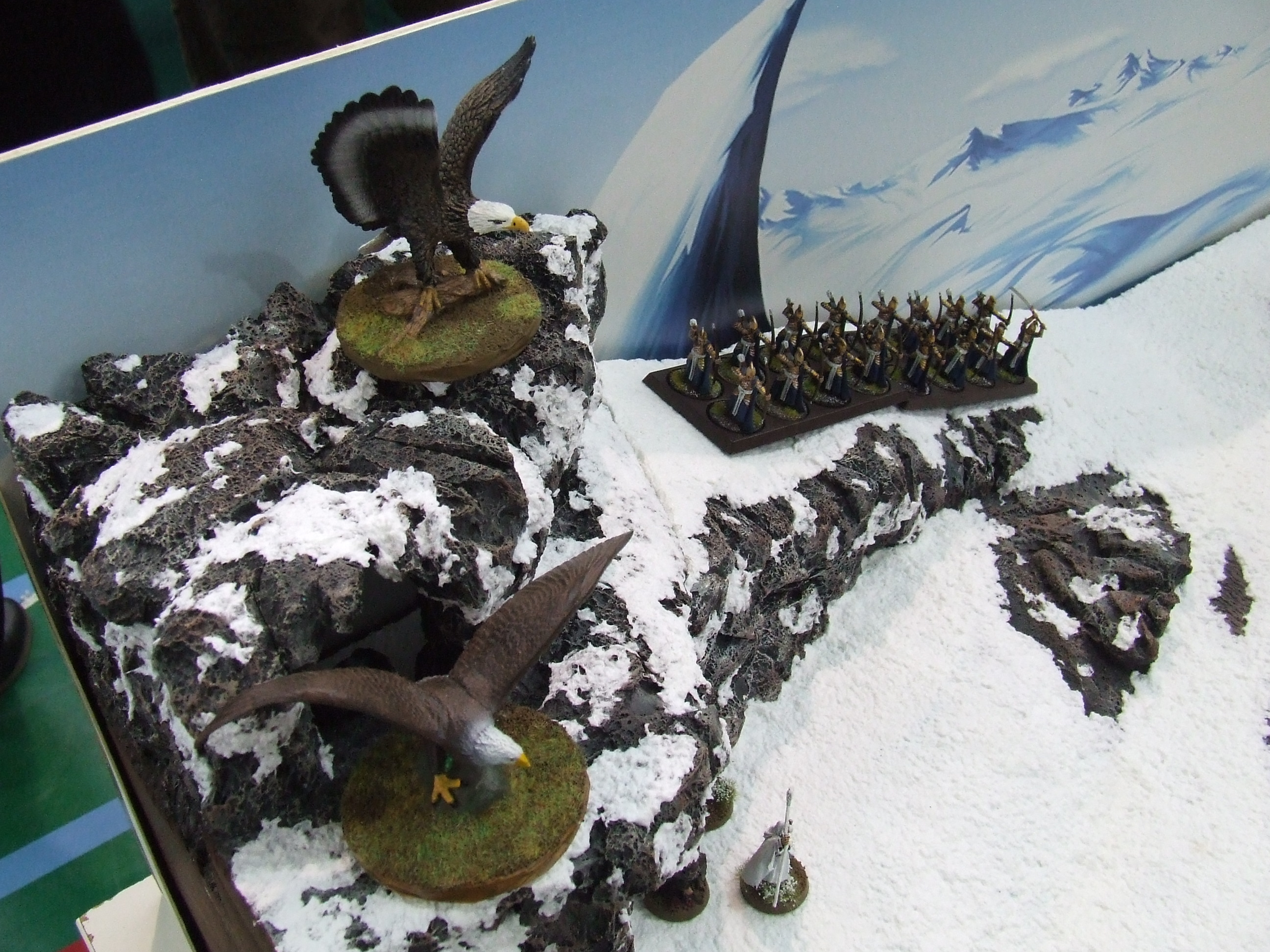
Мініатюри The Lord of the Rings Strategy Battle Game

- Warhammer 40,000 — гра з мініатюрами, що відтворює битви похмурого далекого майбутнього на планетах галактики Чумацький Шлях.
- Battlefleet Gothic — гра, що відтворює космічні бої. Її попередницею була Space Fleet.
- Epic — відтворює бої великих армій з використанням великої техніки. В ній застосовуються менші, ніж в звичайній Warhammer 40,000 мініатюри (6 мм). Також відома під назвою Epic Armageddon.
- Inquisitor — рольова гра з використанням великих мініатюр (54 мм) та оточення більшої деталізації, ніж варгейм Warhammer 40,000.
- Necromunda — сутички між бандами та іншими жителями «міст-вуликів» вигаданої галактичної держави Імперіум. Гра заснована на Другій редакції правил Warhammer 40,000.

#### Ігри за всесвітом Володаря Перснів (The Lord of the Rings)
- The Lord of the Rings Strategy Battle Game / The Hobbit Strategy Battle Game — ігри з мініатюрами, засновані на фільмах Пітера Джексона і творчості Толкіна.
- Great Battles of Middle Earth: The Battle of Five Armies — гра з використанням менших мініатюр (10 мм) для відтворення масштабніших битв.

#### Інші ігри
- Doctor Who — The Game of Time and Space — гра на спеціальному полі з фішками на тему Доктора Хто.
- Apocalypse — історична гра про завоювання Європи з використанням мапи і фішок.
- Curse of the Mummy's Tomb — дослідження пірамід. Застосовується картонне ігрове поле і мініатюри.
- Judge Dredd — рольова гра про Суддю Дредда.
- Blood Royale — гра на тему середньовічних воєн з використанням мапи, карт і фішок.
- Calamity! — симулятор діяльності компанії, подібна на Монополію.

### Настільні ігри від Forge World
Forge World — підкомпанія Games Workshop, створена в 1998, яка випускає продукцію поза егідою Games Workshop. Це як цілі окремі ігри так і нові версії мініатюр, або зовсім нові мініатюри до інших ігор. До прикладу, Forge World випускає мініатюри для битв у всесвіті Warhammer 40,000 часів Єресі Горуса — вигаданої епохи цього всесвіту. Крім того Forge World займається дизайном деяких ігор Games Workshop.

#### Ігри за всесвітом Warhammer Fantasy
- Advanced HeroQuest — сіквел HeroQuest, гри, створеної в співпраці з Milton Bradley Company. Відрізняється RPG-елементами та модульним ігровим полем.
- Kerrunch — спрощена версія Blood Bowl.
- Man O' War — битви на воді у всесвіті Warhammer Fantasy. Має два доповнення: Sea of Blood і Plague Fleet.
- Mighty Warriors — спрощена версія Advanced HeroQuest.
- Warhammer Quest — гра з квестами і дослідженнями підземель, вдосконалена версія Advanced HeroQuest.

#### Ігри за всесвітом Warhammer 40,000
- Aeronautica Imperialis — повітряні бої.
- Adeptus Titanicus — гра в серії Epic, сконцентрована на битвах велетенських машин Титанів. До гри вийшли правила «Codex Titanicus» для армій ельдрів та орків.
- Advanced Space Crusade — гра на основі Space Crusade, створеної Games Workshop в співпраці з Milton Bradley Company.
- Bommerz over da Sulphur River — гра на дошці з використанням мініатюр Epic.
- Epic 40,000 — попередник Epic Armageddon. Інколи назви обох ігор вживаються як взаємозамінні.
- Gorkamorka — перегони між орками на пустельній планеті. Має доповнення Digganob, що додає фракції повсталих гретчинів та людей.
- Lost Patrol — мінігра про скаутів Космодесанту, які повинні дістатися до точки евакуації в джунглях, наповнених ворогами.
- Space Hulk — гра, де загін темінаторів Космодесанту очищають покинутий космічний корабель від чудовиськ генокрадів. Має два доповнення Deathwing та Genestealer і три видання правил[14].

### Відеоігри
Games Workshop не створює відеоігри безпосередньо, але продюсує і надає ліцензії на їх розробку.

#### Ігри за всесвітом Warhammer Fantasy
| Назва                                 | Рік  | Видавець               | Розробник                 | Жанр                           | Платформи                                                      |
| ------------------------------------- | ---- | ---------------------- | ------------------------- | ------------------------------ | -------------------------------------------------------------- |
| HeroQuest                             | 1991 | Gremlin Interactive    | 221b Software Development | Покрокова тактика              | DOS, Amiga, Amstrad CPC, Atari ST, Commodore 64, ZX Spectrum   |
| HeroQuest II: Legacy of Sorasil       | 1994 | Gremlin Interactive    | Gremlin Interactive       | Рольова відеогра               | Amiga, Amiga CD32                                              |
| Blood Bowl                            | 1995 | MicroLeague            | MicroLeague               | Симулятор фентезійного футболу | DOS                                                            |
| Warhammer: Shadow of the Horned Rat   | 1995 | Mindscape              | Mindscape                 | Тактика в реальному часі       | Microsoft Windows, PlayStation                                 |
| Warhammer: Dark Omen                  | 1998 | Electronic Arts        | Mindscape                 | Тактика в реальному часі       | Microsoft Windows, PlayStation                                 |
| Warhammer: Battle for Atluma          | 2006 | Namco Bandai           | JV Games                  | Колекційна карткова гра        | PlayStation Portable                                           |
| Warhammer: Mark of Chaos              | 2006 | Namco Bandai           | Black Hole Entertainment  | Тактика в реальному часі       | Microsoft Windows, Xbox 360                                    |
| Warhammer: Battle March               | 2008 | Namco Bandai           | Black Hole Entertainment  | Тактика в реальному часі       | Microsoft Windows, Xbox 360                                    |
| Warhammer Online: Age of Reckoning    | 2008 | Electronic Arts        | Mythic Entertainment      | MMORPG                         | Microsoft Windows, Mac OS X                                    |
| Blood Bowl                            | 2009 | Focus Home Interactive | Cyanide                   | Симулятор фентезійного футболу | Microsoft Windows, Xbox 360, PlayStation Portable, Nintendo DS |
| Warhammer Quest                       | 2013 | Rodeo Games            | Rodeo Games               | Рольова відеогра               | iOS, Microsoft Windows, Xbox One, Android                      |
| Blood Bowl Tablet                     | 2014 | Focus Home Interactive | Cyanide                   | Симулятор фентезійного футболу | iOS, Android                                                   |
| Blood Bowl 2                          | 2015 | Focus Home Interactive | Cyanide                   | Симулятор фентезійного футболу | Microsoft Windows, PlayStation 4, Xbox One                     |
| Mordheim: City of the Damned          | 2015 | Focus Home Interactive | Rogue Factor              | Покрокова тактика              | Microsoft Windows, PlayStation 4, Xbox One                     |
| Warhammer: The End Times - Vermintide | 2015 | Fatshark               | Fatshark                  | Шутер від першої особи         | Microsoft Windows, PlayStation 4, Xbox One                     |
| Total War: Warhammer                  | 2016 | Sega                   | Creative Assembly         | Тактика в реальному часі       | Microsoft Windows, Linux                                       |
| Man O' War Corsair                    | 2016 | Evil Twin Artworks     | Evil Twin Artworks        | Симулятор морських боїв        | Microsoft Windows, Linux, Mac OS X                             |
| Total War: Warhammer II               | 2017 | Sega                   | Creative Assembly         | Тактика в реальному часі       | Microsoft Windows                                              |
| Warhammer Quest 2                     | 2017 | Perchang Limited       | Perchang Limited          | Рольова відеогра               | iOS, Android                                                   |
| Warhammer: Vermintide II              | 2018 | Fatshark               | Fatshark                  | Шутер від першої особи         | Microsoft Windows                                              |
| Warhammer: Chaosbane                  | 2019 | Eko Software           | Bigben Games              | Action-RPG                     | PlayStation 4, Xbox One, Microsoft Windows                     |
| Total War: Warhammer III              | 2022 | Creative Assembly      | Sega                      | Тактика в реальному часі       | Microsoft Windows, Linux, Mac OS X                             |

#### Ігри за всесвітом Warhammer 40,000
| Назва                                           | Рік  | Видавець                   | Розробник                | Жанр                                                 | Платформи                                                       |
| ----------------------------------------------- | ---- | -------------------------- | ------------------------ | ---------------------------------------------------- | --------------------------------------------------------------- |
| Space Crusade                                   | 1992 | Gremlin Interactive        | Gremlin Interactive      | Покрокова тактика                                    | MS-DOS, Atari ST, Amiga, ZX Spectrum, Commodore 64, Amstrad CPC |
| Space Hulk                                      | 1993 | Electronic Arts            | Electronic Arts          | Тактичний шутер                                      | MS-DOS, Amiga, NEC PC-9801                                      |
| Space Hulk: Vengeance of the Blood Angels       | 1995 | Electronic Arts            | Key Game                 | Тактичний шутер                                      | MS-DOS, Microsoft Windows, 3DO, PlayStation, Sega Saturn        |
| Final Liberation                                | 1997 | SSI                        | Holistic Design, Inc.    | Покрокова тактика                                    | Microsoft Windows                                               |
| Warhammer 40,000: Chaos Gate                    | 1998 | SSI                        | Random Games Inc.        | Покрокова стратегія                                  | Microsoft Windows                                               |
| Warhammer 40,000: Rites of War                  | 1999 | SSI                        | DreamForge               | Покрокова стратегія                                  | Microsoft Windows                                               |
| Warhammer 40,000: Fire Warrior                  | 2003 | THQ                        | Kuju Entertainment       | First-person shooter                                 | Microsoft Windows, PlayStation 2                                |
| Warhammer 40,000: Dawn of War                   | 2004 | THQ                        | Relic Entertainment      | Стратегія в реальному часі                           | Microsoft Windows                                               |
| Warhammer 40,000: Dawn of War – Winter Assault  | 2005 | THQ                        | Relic Entertainment      | Стратегія в реальному часі                           | Microsoft Windows                                               |
| Warhammer 40,000: Dawn of War – Dark Crusade    | 2006 | THQ                        | Relic Entertainment      | Стратегія в реальному часі                           | Microsoft Windows                                               |
| Warhammer 40,000: Dawn of War – Soulstorm       | 2008 | THQ                        | Iron Lore Entertainment  | Стратегія в реальному часі                           | Microsoft Windows                                               |
| Warhammer 40,000: Glory in Death                | 2006 | THQ                        | Razorback Developments   | Покрокова стратегія                                  | N-Gage                                                          |
| Warhammer 40,000: Squad Command                 | 2007 | THQ                        | RedLynx                  | Покрокова стратегія                                  | PlayStation Portable, Nintendo DS                               |
| Warhammer 40,000: Dawn of War II                | 2009 | THQ                        | Relic Entertainment      | Стратегія в реальному часі                           | Microsoft Windows, Linux                                        |
| Warhammer 40,000: Dawn of War II – Chaos Rising | 2010 | THQ                        | Relic Entertainment      | Стратегія в реальному часі                           | Microsoft Windows, Linux                                        |
| Warhammer 40,000: Dawn of War II – Retribution  | 2011 | THQ                        | Relic Entertainment      | Стратегія в реальному часі                           | Microsoft Windows, Linux                                        |
| Warhammer 40,000: Kill Team                     | 2011 | THQ                        | THQ Digital Studios UK   | Екшн                                                 | Microsoft Windows, PlayStation 3, Xbox 360                      |
| Warhammer 40,000: Space Marine                  | 2011 | THQ                        | Relic Entertainment      | Екшн                                                 | Microsoft Windows, PlayStation 3, Xbox 360                      |
| Space Hulk                                      | 2013 | Full Control               | Full Control             | Покрокова стратегія                                  | Microsoft Windows, Mac OS X, iOS, Linux                         |
| Warhammer 40,000: Armageddon                    | 2014 | Slitherine                 | The Lordz Games Studio   | Покрокова стратегія                                  | Microsoft Windows, Mac OS X, iOS, Android                       |
| Warhammer 40,000: Space Wolf                    | 2014 | HeroCraft                  | HeroCraft                | Покрокова стратегія                                  | Microsoft Windows, iOS, Android                                 |
| Warhammer 40,000: Carnage                       | 2014 | Roadhouse Interactive      | Roadhouse Interactive    | Сайд-скролінговий екшн                               | iOS, Android                                                    |
| Warhammer 40,000: Storm of Vengeance            | 2014 | Eutechnyx                  | Eutechnyx                | Лінійна стратегія                                    | Microsoft Windows, iOS, Android                                 |
| Warhammer 40,000: Regicide                      | 2015 | Hammerfall Publishing      | Hammerfall Publishing    | Покрокова тактика                                    | Microsoft Windows, iOS, Android                                 |
| The Horus Heresy: Drop Assault                  | 2015 | Complex Games              | Complex Games            | Тактична стратегія                                   | iOS, Android                                                    |
| Warhammer 40,000: Deathwatch Tyranids Invasion  | 2015 | Rodeo Games                | Rodeo Games              | Покрокова стратегія                                  | Microsoft Windows, iOS                                          |
| Legacy of Dorn: Herald of Oblivion              | 2015 | Tin Man Games              | Tin Man Games            | Пригодницька рольова відеогра                        | Microsoft Windows, iOS                                          |
| Eisenhorn: Xenos                                | 2016 | Pixel Hero Games           | Pixel Hero Games         | Action-adventure                                     | Microsoft Windows, iOS                                          |
| Battlefleet Gothic: Armada                      | 2016 | Focus Home Interactive     | Tindalos Interactive     | Стратегія в реальному часі, симулятор космічних боїв | Microsoft Windows                                               |
| Warhammer 40,000: Eternal Crusade               | 2016 | Bandai Namco Entertainment | Behaviour Interactive    | Arena-Shooter                                        | Microsoft Windows, PlayStation 4, Xbox One                      |
| Space Hulk: Deathwing                           | 2017 | Focus Home Interactive     | Streum On Studio         | Шутер від першої особи                               | Microsoft Windows, PlayStation 4, Xbox One                      |
| Warhammer 40,000: Dawn of War III               | 2017 | Sega                       | Relic Entertainment      | Стратегія в реальному часі                           | Microsoft Windows, Linux                                        |
| Warhammer 40,000: Sanctus Reach                 | 2017 | Slitherine Strategies      | Straylight Entertainment | Покрокова стратегія                                  | Microsoft Windows                                               |
| Warhammer 40,000: Inquisitor - Martyr           | 2018 | Bigben Interactive         | Neocore Games            | Рольовий екшн                                        | Microsoft Windows, PlayStation 4, Xbox One                      |
| Warhammer 40,000: Gladius - Relics of War       | 2018 | Slitherine Strategies      | Proxy Studios            | Глобальна стратегія                                  | Microsoft Windows                                               |
| Battlefleet Gothic: Armada II                   | 2018 | Focus Home Interactive     | Tindalos Interactive     | Стратегія в реальному часі, симулятор космічних боїв | Microsoft Windows                                               |
| Space Hulk: Tactics                             | 2018 | Cyanide Studio             | Focus Home Interactive   | Покрокова тактика                                    | Microsoft Windows, PlayStation 4, Xbox One                      |
| Warhammer 40K: Mechanicus                       | 2018 | Bulwark Studios            | Kasedo Games             | Покрокова тактика                                    | Microsoft Windows, Mac Os, Linux                                |
| Warhammer 40,000: Darktide                      | 2022 | Fatshark                   | Fatshark                 | Екшн від першої особи                                | Microsoft Windows, Xbox Series X/S                              |

#### Інші відеоігри
| Назва                     | Рік  | Видавець              | Розробник      | Жанр               | Платформи                       |
| ------------------------- | ---- | --------------------- | -------------- | ------------------ | ------------------------------- |
| Apocalypse                | 1983 | Red Shift (publisher) | Games Workshop | Варгейм            | ZX Spectrum                     |
| Battlecars                | 1984 | Games Workshop        | Games Workshop | Варгейм            | ZX Spectrum                     |
| D-Day                     | 1984 | Games Workshop        | Games Workshop | Варгейм            | ZX Spectrum                     |
| Tower of Despair          | 1984 | Games Workshop        | Games Workshop | Текстова пригода   | ZX Spectrum, Commodore 64       |
| Chaos                     | 1985 | Games Workshop        | Games Workshop | Покрокова тактика  | ZX Spectrum                     |
| Journey's End             | 1985 | Games Workshop        | Games Workshop | Рольова відеогра   | ZX Spectrum                     |
| Talisman                  | 1985 | Games Workshop        | Games Workshop | Настільна відеогра | ZX Spectrum                     |
| Chainsaw Warrior          | 2013 | Auroch Digital        | Auroch Digital | Настільна відеогра | Microsoft Windows, iOS, Android |
| Talisman: Prologue        | 2013 | Nomad Games           | Nomad Games    | Настільна відеогра | Microsoft Windows, iOS, Android |
| Talisman: Digital Edition | 2014 | Nomad Games           | Nomad Games    | Настільна відеогра | Microsoft Windows, iOS, Android |

## Заходи

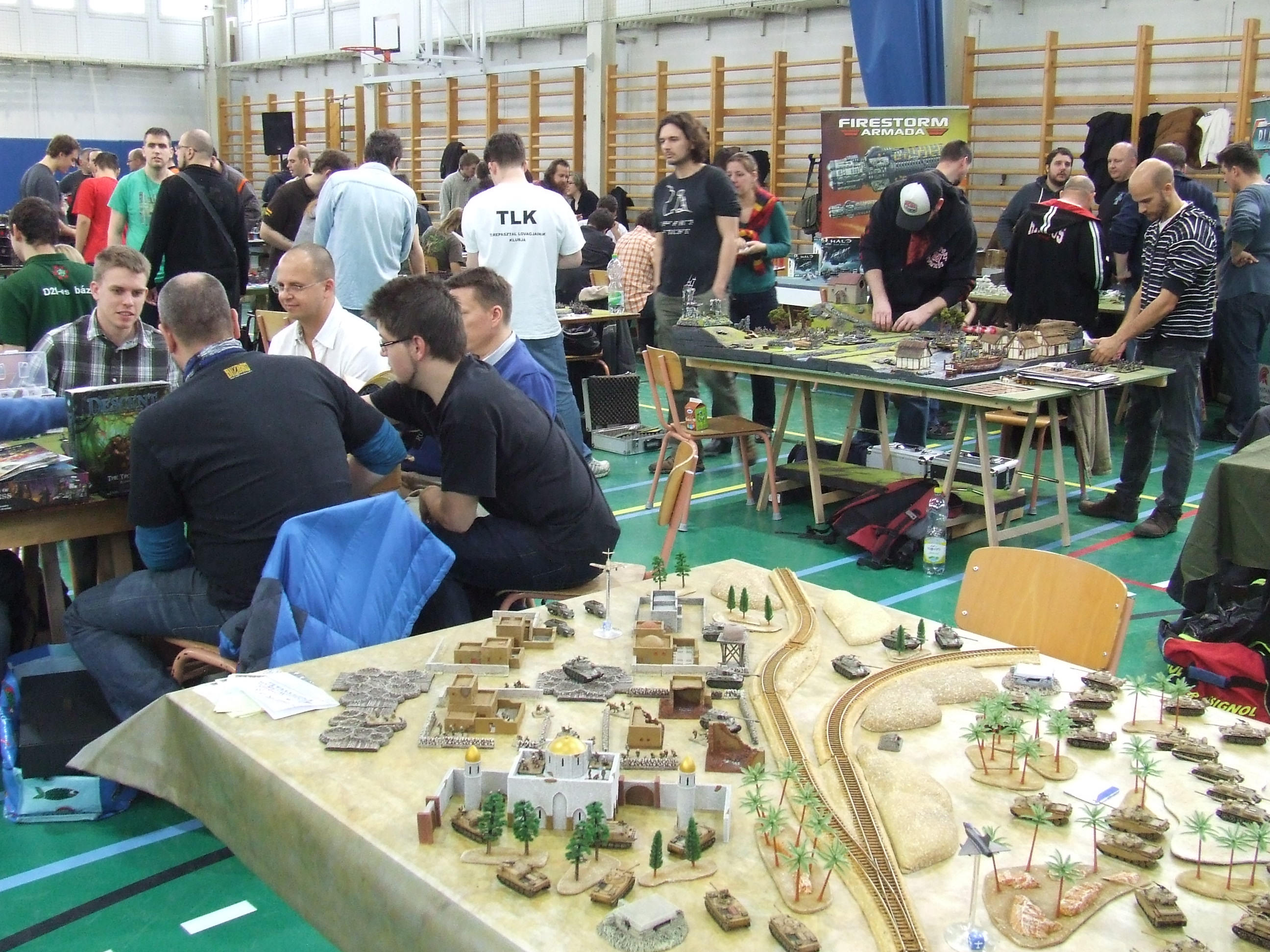
Games Day 2015 в Будапешті

Games Workshop проводить щорічний фестиваль Games Day в різних містах США, Канади, Великої Британії, Франції та низки інших країн. В його рамках відбувається змагання з розфарбовування мініатюр «Золотий демон» (Golden Demon).
Періодично відбуваються «Світові кампанії» (Worldwide campaigns), де учасники змагаються в основних іграх Games Workshop. Кожна кампанія присвячена якійсь епосі вигаданого світу визначеної гри. За ходом і результатами ігор визначається і розвивається офіційна історія вигаданих компанією всесвітів (крім The Lord of the Rings Strategy Battle Game, яка заснована на творах Джона Толкіна та їх екранізаціях).